# Noguera de Tor (Vall Ferrera)
|  | Hi ha dos rius amb aquest mateix nom, per al riu de la Noguera Ribagorçana vegeu Noguera de Tor |

La Noguera de Tor és un riu català que discorre pel Pallars Sobirà, al municipi d'Alins. És afluent de la Noguera de Vallferrera.
Es forma al nucli de Tor, a 1.635 metres d'altitud, per la confluència dels barrancs de Rabassa, que ve de migdia i de Vallpeguera, que ho fa del nord. La seva longitud és de 12,5 quilòmetres i al seu pas forma la Vall de Tor en què es troba la població de Norís. El seu règim és nival i el seu cabal és regular. Desemboca a la Noguera de Vallferrera molt a prop de la població d'Alins.